# When Two Worlds War
When Two Worlds War est un jeu vidéo de type wargame développé et publié par Impressions Games en 1993 sur PC et Amiga. Le jeu se déroule dans un univers de science-fiction où deux camps, contrôlant chacun une planète, s’oppose. Le joueur y incarne un général dont la tâche est d’organiser et de planifier l’effort de guerre de sa planète. Il doit pour cela gérer la répartition des ressources dans différents secteurs de production (avions, tanks, vaisseaux spatiaux, usines…) ainsi que la défense de ses installations, les plans d’attaques et la recherche technologique qui lui permet de développer des armes plus puissantes. L’objectif est de détruire l’ensemble des installations militaires ennemies.  

## Système de jeu
When Two Worlds War est un wargame qui simule un conflit spatial entre deux camps, contrôlant chacun une planète. Le joueur y incarne un général dont la tâche est d’organiser et de planifier l’effort de guerre de sa planète, avec pour objectif de détruire l’ensemble des installations et des unités ennemies. Il doit pour cela gérer la répartition des ressources entre différents secteurs dont la production des unités militaires, la défense des installations, les plans d’attaques et la recherche technologique.
Sur une carte de sa planète, le joueur peut construire des installations dédiées à quatre secteurs de production : l’énergie, la nourriture, la science et les matières premières. Plus ces usines sont nombreuses, moins long sont les délais de constructions de nouvelles installations, de productions d’unités militaire ou de recherche scientifique. Quatre types d’unité sont disponibles dans le jeu : les navires, les chars d’assauts, les avions et les vaisseaux spatiaux. Les navires et les tanks servent principalement à défendre la planète alors que les avions sont plutôt dédiés à l’exploration ou à l’attaque de la planète ennemie. Enfin, les vaisseaux spatiaux sont indispensables pour transporter les autres unités d’une planète à l’autre. A chacune de ces unités, le joueur peut assigner des missions spécifiques, incluant l’exploration d’une zone ou la défense d’une base.
À sa sortie, When Two Worlds War est un des rares jeux compatible avec la reconnaissance vocale. Il est ainsi possible de commander ses troupes par l’intermédiaire d’un micro.

## Accueil
| When Two Worlds War  |      |       |
| Média                | Pays | Notes |
| Amiga Format         | GB   | 79 %  |
| Amiga Concept        | FR   | 61 %  |
| CU Amiga             | GB   | 45 %  |
| Computer Game Review | GB   | 85 %  |
| Joystick             | FR   | 75 %  |